# Władimir Klimow
Władimir Jakowlewicz Klimow (ros. Владимир Яковлевич Климов, ur. 11 lipca?/23 lipca 1892 w Moskwie, zm. 9 września 1962 tamże) – radziecki konstruktor silników lotniczych, dwukrotny Bohater Pracy Socjalistycznej (1940 i 1957).

## Życiorys
Był uczniem Nikołaja Żukowskiego, w 1918 ukończył Moskiewską Wyższą Szkołę Techniczną i został inżynierem konstruktorem, 1918-1924 pracował w dziale silników lotniczych Najwyższej Rady Gospodarki Narodowej RFSRR. W latach 1924–1926, 1929-1930 i 1933-1935 był przewodniczącym komisji ds. zakupu licencji na zagraniczne silniki w Berlinie i Paryżu, 1920-1928 wykładał w Moskiewskiej Wyższej Szkole Technicznej im. Baumana, 1922-1924 w Instytucie Łomonosowskim, 1923-1930 był starszym wykładowcą katedry w Akademii Floty Powietrznej im. Żukowskiego, 1932-1933 kierował katedrą projektowania silników lotniczych w Moskiewskim Instytucie Lotniczym. 
W latach 1926-1928 kierował wydziałem, potem został pomocnikiem dyrektora Naukowego Instytutu Automotorowego w Moskwie, a 1930-1931 szefem kontroli technicznej i dyrektorem technicznym fabryki nr 29 w Zaporożu, 1925-1930 brał udział w opracowaniu silników lotniczych M-12, M-13 i M-23. W 1935 został głównym konstruktorem zakładu lotniczego nr 26 w Rybińsku, gdzie organizował produkcję 12-cylindrowego silnika M-100, później seryjnego silnika M-103, na przełomie lat 30. i 40. kierował pracami nad silnikami M-105, WK-105PF, WK-107 i WK-108; po ataku Niemiec na ZSRR zakład został ewakuowany do Ufy. 
W 1946 został głównym konstruktorem Specjalnego Biura Konstruktorskiego (OKB) fabryki lotniczej nr 466 w Leningradzie, jednocześnie 1947-1956 był głównym konstruktorem i dyrektorem OKB-45 w Moskwie, w 1951 pod jego kierunkiem został skonstruowany silnik WK-1F. W latach 1956–1960 był generalnym konstruktorem silników lotniczych w ZSRR i głównym konstruktorem i dyrektorem zakładu nr 117. 
W 1940 został doktorem nauk technicznych, w 1943 członkiem korespondentem Akademii Nauk ZSRR, a w 1953 akademikiem Akademii Nauk ZSRR, 19 sierpnia 1944 otrzymał stopień generała majora służby inżynieryjno-lotniczej. Był deputowanym do Rady Najwyższej ZSRR (1946-1950). Został pochowany na Cmentarzu Nowodziewiczym.

## Odznaczenia i nagrody
- Złoty Medal „Sierp i Młot” Bohatera Pracy Socjalistycznej (dwukrotnie - 28 października 1940 i 12 lipca 1957)
- Order Lenina (pięciokrotnie - 29 grudnia 1936, 28 października 1940, 30 grudnia 1943, 2 lipca 1945 i 23 lipca 1957)
- Order Suworowa I klasy (16 września 1945)
- Order Suworowa II klasy (19 sierpnia 1944)
- Order Wojny Ojczyźnianej I klasy (10 czerwca 1945)
- Order Czerwonego Sztandaru Pracy (5 marca 1939)
- Nagroda Stalinowska (czterokrotnie - 1941, 1943, 1946 i 1949)
- Medal „Za zasługi bojowe” (5 listopada 1954)

I medale.